# Chanson de toile
La chanson de toile (anche detta chanson d'histoir), italianizzata in canzone di tela, è un genere di poesia lirica narrativa in antico francese inventata dai trovieri attivi nel tardo XII e inizio XIII secolo. Ne restano una quindicina: cinque scritte da Audefroi le Bastart, le altre anonime. In genere, esse sono arrangiate con musica (sebbene solo quattro chansons restano con annotazione musicale) e raccontano la storia di una giovane donna, spesso sposata, che si strugge per l'amante, con un finale felice. Il nome del genere deriva da toile (tela); vale a dire, presumibilmente cantate da donne intente alla tessitura, e anche i personaggi principali femminili cuciono mentre raccontano storie.
Secondo l'Harvard Dictionary of Music restano circa 20 chanson de toile, ma molte sono fuse in lavori più estesi come il Guillaume de Dole di Jean Renart (il quale ne incorpora non meno di sei); si è inoltre suggerito che poiché la voce di donna nella chanson de toile è così prominente, alcune di esse possono essere state composte da donne. Musicalmente alcune sono abbastanza elaborate, considerata la narrativa relativamente semplice.
Nella maggior parte dei casi, la canzone inizia con una breve e piacevole storia di una donna: lei è lontana dal suo amante o sposata infelicemente a un nobiluomo più vecchio e ha per amante un cavaliere. Tutte tranne una terminano felicemente—l'unica eccezione è Bele Doette, in cui lei viene a sapere della morte del suo amante e fonda così un monastero in cui si ritira. Le donne talvolta appaiono sconsiderate, ma il loro fascino e il loro contegno sono attraenti. Le chansons de toile sono considerate tra le più belle poesie prodotte in antico francese, e la loro importanza fu tale che alcune di esse furono incluse nei romanzi, nei quali venivano cantate da eroine.
La chanson de toile è costituita da versi assonanzati che vanno da otto a dieci sillabe e si compone di alcune strofe di 4, 5, 6 o 8 versi, comprensiva di ritornello.